# Vizos
Vizos foi uma antiga comuna francesa na região administrativa de Occitânia, no departamento dos Altos Pirenéus. Estendia-se por uma área de 2,56 km². Em 2010 a comuna tinha 40 habitantes (densidade: 15,6 hab./km²).
Em 1 de janeiro de 2017, ela foi incorporada ao território da comuna de Saligos.